# Sea Hags (album)
Sea Hags è il primo e unico album dei Sea Hags, uscito nel 1989 per l'etichetta discografica Chrysalis Records.

## Tracce
1. Half the Way Valley – 3:05
2. Doghouse – 4:28
3. Too Much T-Bone – 3:10
4. Someday – 5:05
5. Back to the Grind – 4:17
6. Bunkbed Creek – 2:31
7. In the Mood for Love – 3:06
8. Miss Fortune – 4:24
9. All the Time – 3:41
10. Three's a Charm – 2:41
11. Under the Night Stars – 4:07

## Formazione
- Ron Yocom - voce, chitarra
- Frankie Wilsey - chitarra
- Chris Schlosshardt - basso, cori
- Adam Maples - batteria

### Altri musicisti
- Kevin Russell - chitarra